# Nuestra Señora de las Saleras
Nuestra Señora de las Saleras, en idioma inglés Our Lady of The Vessel of Salt, es una advocación mariana patrona de  Aliaga (Bayan ng Aliaga),  municipio filipino  situado en la parte central de la isla de Luzón, provincia de Nueva Écija situada en la Región Administrativa de Luzón Central, también denominada Región III.
Su fiesta se celebra todos los años el día 26 de abril.
Su imagen se venera en su  iglesia parroquial católica que  data del año 1849.
Forma parte de la Vicaría de Santa Rosa de Lima , perteneciente a la Diócesis de Cabanatúan en la provincia Eclesiástica de Lingayén-Dagupán.
Monseñor Sofronio Bancud, Obispo de Cabanatuan, otorgó el decreto para la solemne coronación canónica episcopal de la bendita imagen el 27 de febrero de 2024. La Virgen de las Saleras fue coronada canónicamente el 20 de abril del mismo año.

## Galería de imágenes
|                                                         |
| Imagen de Nuestra Señora de las Saleras, patrona local. |

|                                   |
| Vista del templo donde se venera. |